# Canção do figueiral
Canção do figueiral é uma canção de gesta (ou romance) publicada em 1609 por Frei Bernardo de Brito na sua obra Monarquia Lusitana. Embora durante o Romantismo tenha sido atribuída a uma personagem do século VIII, Guesto Ansur, e celebrada como a mais antiga cantiga em língua portuguesa, foi eventualmente exposta como um texto apócrifo provavelmente escrito pelo próprio Brito.

## Texto

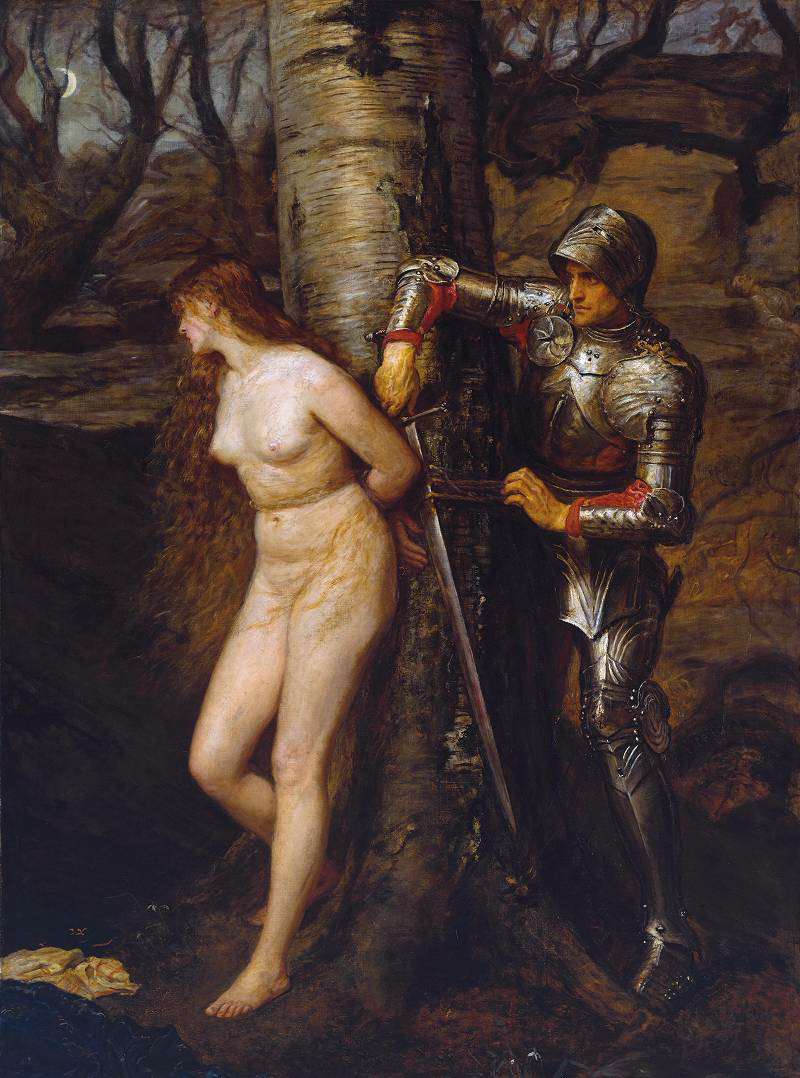
John Everett Millais: O Cavaleiro Andante (1870).

O texto publicado na página 196-v do capítulo IX do sétimo livro da segunda parte da Monarquia Lusitana (1.ª edição de 1609) é o seguinte:
| No figueiral figueiredo a no figueiral entrey, ſeis niñas encontrara ſeis niñas encontrey, para ellas andara para ellas andey, lhorando as achara lhorando as achey, logo lhes peſcudara logo lhes peſcudey, quem las mal tratara y a tão mala ley. No figueiral figueiredo a no figueiral entrei, | Vna repricara infançon nom sey, mal ouueſſe la terra que tene o mal Rey, ſeu las armas vſara y a mim fee nom ſey. Se hombre a mim leuara de tão mala ley, A Deos vos vayades Garçom ca nom ſey ſe onde me falades mais vos falarei. No figueiral figueiredo a no figueiral entrei. | Eu lhe repricara a mim fee nom irey, ca olhos deſſa cara caros los comprarei, a las longas terras entras vos me irey, las compridas vias eu las andarei, lingoa de arauias eu las falarei. Mouros ſe me viſſem eu los matarei. No figueiral figueiredo a no figueiral entrey. | Mouro que las goarda cerca lo achei, mal la ameaçara eu mal me anogei, troncom desgalhara troncom desgalhei, todolos machucara todolos machuquei, las niñas furtara las niñas furtei, las que a mim falara nalma la chantei. No figueiral figueiredo a no figueiral entrei. |

### Tema
A canção é formada sobre a lenda do tributo das cem donzelas. Conta-se que no século VIII, Mauregato recorreu ao auxílio do emir mouro de Córdova, Abderramão I, que lhe forneceu guerreiros para a conquista do Reino das Astúrias, em troca de promessa de vassalagem e de um tributo anual de cem donzelas (50 nobres e 50 plebeias). A população cumpria, ainda que contrariada, com esta pesada cobrança. O romance em questão narra um episódio em que Guesto Ansur, um cavaleiro cristão, encontra seis donzelas tributadas num figueiral, guardadas por mouros. Este, ao vê-las em maltrato, arriscou a vida para as salvar dos guardas, utilizando até como arma um ramo de figueira quando se partiu a sua espada. Após triunfar face aos sarracenos, casou com uma das donzelas, dando origem à família dos Figueiredos. O local onde ocorreu o resgate recebeu o nome de Figueiredo das Donas em memória do episódio.

## História

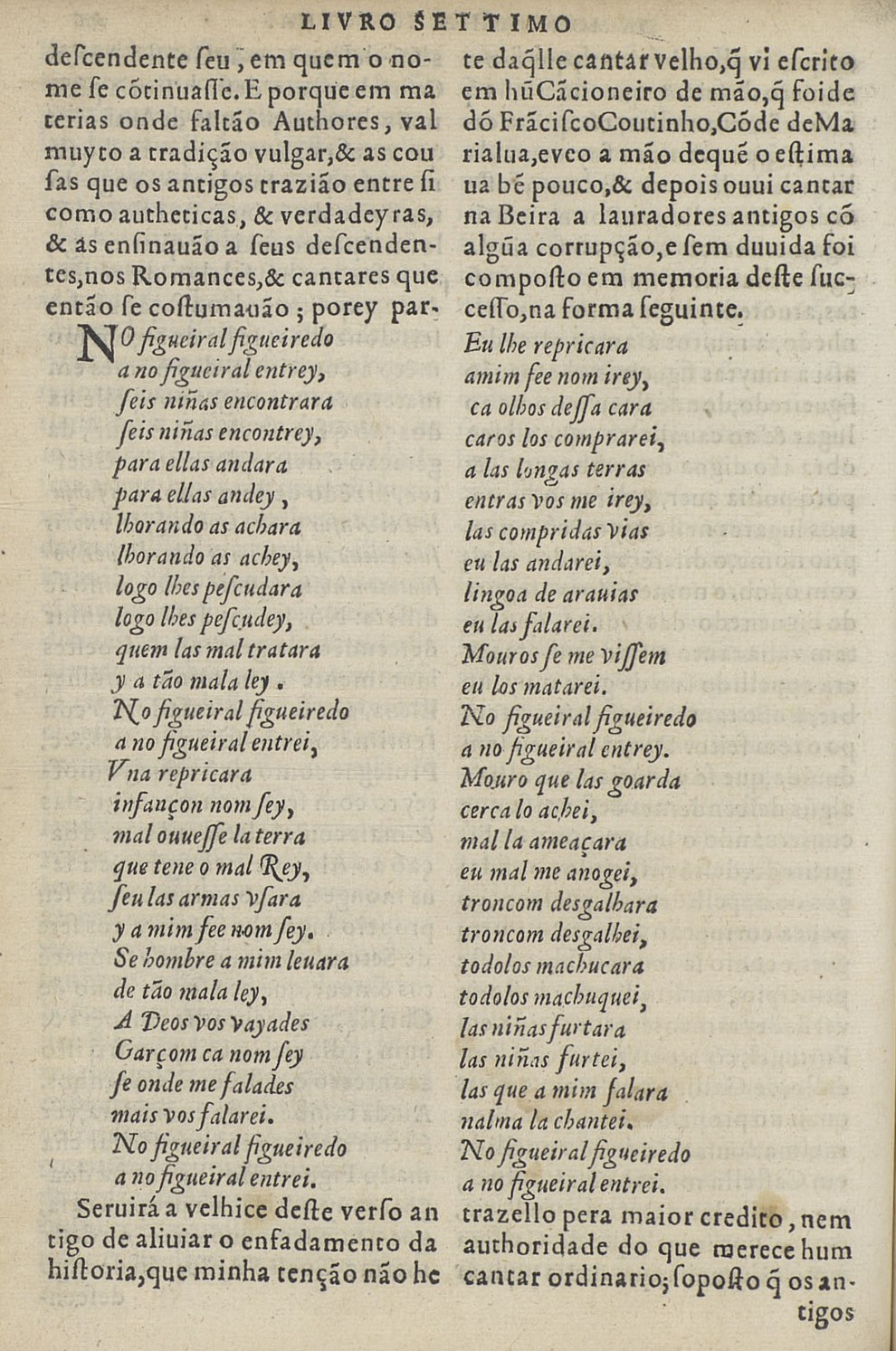
Página da Monarquia Lusitana com as trovas em questão.

O poema foi publicado pela primeira vez em 1609 na segunda parte da Monarquia Lusitana de Frei Bernardo de Brito. Uma versão anterior, com algumas correções, encontra-se num manuscrito autógrafo de 1607 na Biblioteca Nacional de Portugal. Este frade cronista identifica a presumível fonte do poema “um cancioneiro de mão, que foi de dom Francisco Coutinho, Conde de Marialva” mas quando o tinha consultado estava em “mão de quem o estimava bem pouco”. Também identifica uma fonte oral uns velhos lavradores da Beira que a cantariam de forma deturpada. Anos depois, em 1629, a mesma versão, ainda que com ligeiras diferenças, é incluída na Miscelânea do sítio de Nossa Senhora da Luz do Pedrógão Grande de Miguel Leitão de Andrada. Este autor, então com 76 anos, refere que a retirou da “Monarquia Lusitana” e que se lembrava de ouvi-la cantar “a uma velha de muita idade, natural do Algarve” na sua meninice.
Em 1810, o historiador português João Pedro Ribeiro classificou os versos como apócrifos na sua obra Dissertações cronológicas e críticas sobre a história e jurisprudência eclesiástica e civil de Portugal. Referindo-se às “trovas dos Figueiredos” e a outros relacionados refere não poder “reconhecer a genuidade (sic) destes documentos […] 1.º Por falta de provas da sua antiguidade […] são referidos por Brito, cuja fé é nenhuma. 2.º Porque as palavras, que neles se empregam, todas de diversas idades da nossa língua, formando um todo afetado, parece ser mais obra de um artifício estudado”. Contudo, as certezas de Pedro Ribeiro não impediram que o texto se tornasse um símbolo para os escritores românticos que ora o atribuíam ao próprio Guesto Ansur, ora o davam como uma cantiga de origem popular. O historiador literário José Maria da Costa e Silva dizia tratar-se de "um dos mais antigos monumentos da nossa Poesia" que provaria o "quão cedo o talento poético se manifestou entre nós". Por sua vez, o folclorista Gualdino de Campos garantia ser "a canção portuguesa mais antiga de que se conservou notação musical escrita".
No entanto, foi Teófilo Braga quem mais exaltou a "canção do figueiral". Segundo ele “do caráter popular e genuíno da Canção do Figueiral não se pode duvidar sem ser pirrónico”. O autor descartava totalmente a atribuição a Guesto Ansur e propunha uma origem tradicional; seria nas suas palavras uma canção "genuinamente popular" "criada ou vulgarizada pelo menos nos princípios do século XIII" e "que já andava na tradição oral no fim do século XIV". Discordava claramente de João Pedro Ribeiro, a quem respondeu diretamente em 1867 no seu Cancioneiro Popular, apresentando argumentos para a autenticidade: “1.º Como composições particulares e sem importância, nenhuma crónica alude a elas; o facto de serem apresentadas por […] Brito não as torna apócrifas […]. 2.º As palavras das diversas idades da língua serão introduzidas pelos copistas enquanto andaram manuscritas”. Em 1871, nas Epopeias da raça moçárabe veio novamente em defesa das trovas. Segundo Teófilo Braga, “as circunstâncias imaginosas de que Frei Bernardo de Brito revestiu este monumento poético é que fizeram que João Pedro Ribeiro duvidasse da sua autenticidade”.
Esta polémica foi encerrada por Carolina Michaëlis, escritora portuguesa de origem prussiana, que foi porventura a maior autoridade na sua época relativamente à poesia galaico-portuguesa. No segundo volume da sua edição crítica do Cancioneiro da Ajuda, num texto em tom de sarcasmo, critica a famosa apesar de suspeita “canção popular do Figueiral” que Brito usa ”para favorecer certas patranhas e doutrinas históricas, genealógicas e literárias, então em moda”. De facto já Teófilo Braga tinha concluído que Frei Bernardo de Brito não tendo documentos históricos escritos em que basear a sua versão da lenda do Figueiredos, aproveitou-se da cantiga, associou-lhe o topónimo Figueiredo das Donas e inventou a personagem Guesto Ansur para lhe conferir verosimilhança. Sobre a documento fonte citado, o hipotético “Cancioneiro Marialva”, Michaëlis descarta ter sido real, mas que a existir seria uma “miscelânea” do século XVII, semelhante à de Miguel Leitão de Andrada.

## Música
A melodia que atualmente é associada aos versos foi publicada pela primeira vez em 1855 pelo compositor e musicólogo espanhol Mariano Soriano Fuertes em Historia de la música española desde la venida de los fenicios hasta el año de 1850. O espanhol diz ter recolhido a partitura do Cancioneiro Marialva da qual Frei Bernardo de Brito garante ter retirado a letra. Contudo, Carolina Michaëlis dizia desconfiar deste facto, principalmente porque seria improvável que este tivesse acesso a este “documento fantasma”. Sobre a música em si, evita pronunciar-se, deixando a crítica aos musicólogos.
Em Portugal surge publicada em 1893 no primeiro fascículo do “Cancioneiro de Músicas Populares” de César das Neves e Gualdino de Campos. Embora fosse descrita neste cancioneiro como “a canção portuguesa mais antiga de que se conservou notação musical escrita”, tal designação já não se aplica, não só porque em 1990 foi descoberto um documento com sete cantigas de amor de Dom Dinis, mas principalmente porque o consenso atual é de que as trovas são uma fabricação do início do século XVII e que a música tem origem muito pouco clara.

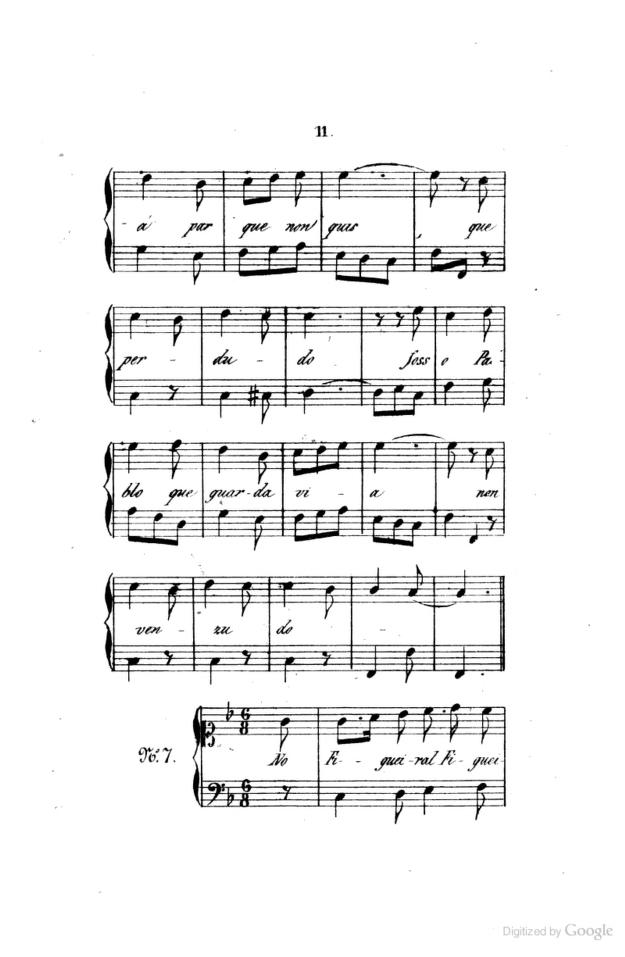
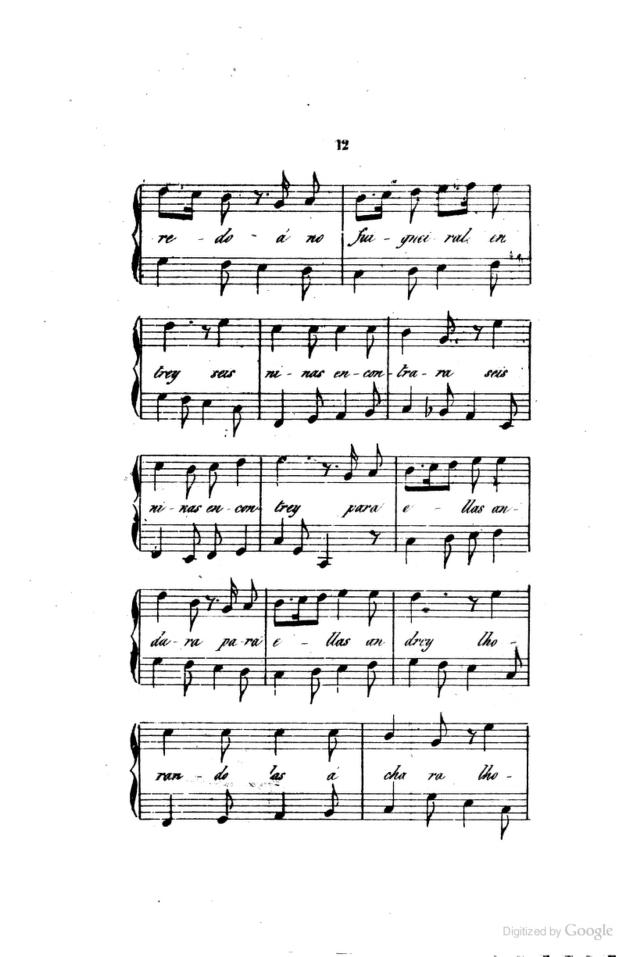
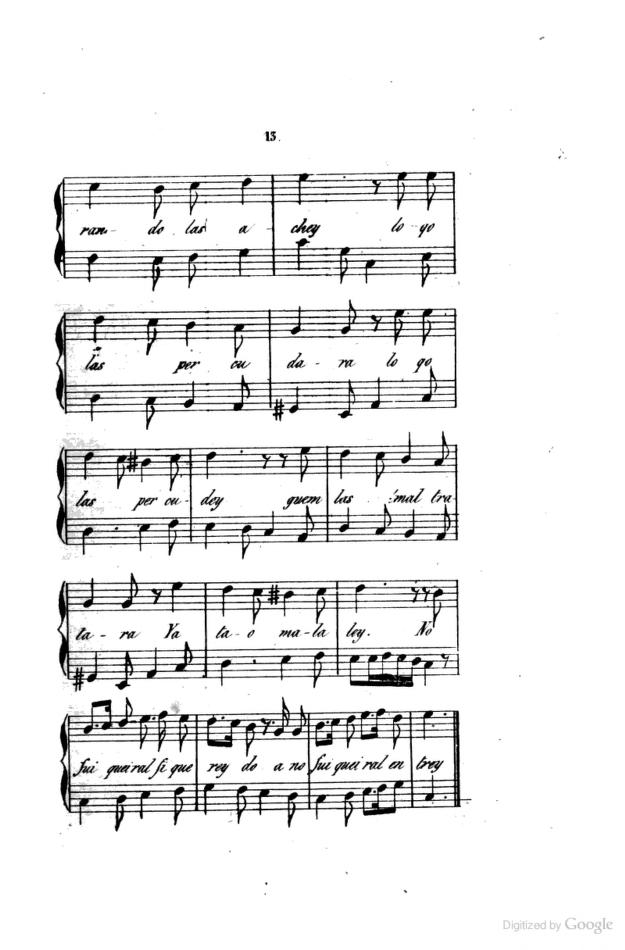

## Influência
Os versos tiveram grande influência em vários escritores lusófonos. Antero de Quental traduziu o poema para o português moderno; João de Castro copiou o estilo no seu Rimance de D. Sueiro de 1892 (que principia “Uma donzela formosa / Uma donzela encontrei”); Mário de Andrade adaptou os primeiros versos para uma canção em 1940 (“Na solidão solitude, / Na solidão entrei”).
Dos compositores que trabalharam em versões da obra destacam-se Bernard Pierrot, Cláudio Carneyro, Fernando Lopes-Graça e José Vianna da Motta.

## Discografia
- 1974 — O guerrilheiro. Luís Cília. Orfeu. Faixa B2: "Canção do figueiral".[12]
- 1999 — Romances. Dulce Cabrita & Piñero Nagy. ASA Art and Technology. Faixa 2: "Romance do Figueiral, Figueiredo."[14]
- 2001 — Vianna da Motta: Piano Music. Sequeira Costa. Marco-Polo. Faixa 8: "Cenas Portuguesas, Op. 18. I: Canção do Figueiral / Ao Viático".